# Marsypopetalum pallidum
Marsypopetalum pallidum är en kirimojaväxtart som först beskrevs av Carl Ludwig von Blume, och fick sitt nu gällande namn av Wilhelm Sulpiz Kurz. Marsypopetalum pallidum ingår i släktet Marsypopetalum och familjen kirimojaväxter. Inga underarter finns listade i Catalogue of Life.